# David Silva
David Silva (Arguineguín, 8. siječnja 1986.) umirovljeni je španjolski nogometaš i reprezentativac koji je igrao kao veznjak.
Silva je svestran igrač, sposoban je igrati na obje strane veznoga reda ili na poziciji tradicionalnog broja 10. Dok je gradio svoju karijeru u mlađim kategorijama, često su ga uspoređivali s Pablom Aimarom, igračem kojeg je zamijenio u Valenciji, uz to uzeo je njegov stari broj 21 kojeg je Aimar prije nosio. Silva je 2010. godine prešao u Manchester City.
Sa Španjolskom, za koju je debitirao u studenom 2006., Silva je osvojio dvije titule europskih i jednu svjetskih prvaka. Posebice je bio bitan za momčad u osvajanju europske krune 2008., postigavši pogodak u polufinalu protiv Rusije. 2012., osvaja drugi naslov europskog prvaka, postigavši dva pogotka na turniru.
Španjolski nogometni izbornik objavio je u svibnju 2016. popis za nastup na Europsko prvenstvo u Francuskoj, na kojem je se nalazio Silva.

## Uspjesi
Manchester City:
- FA Premier liga: 2011./2012., 2013./2014.

Valencia:
- Španjolski kup: 2008.

Reprezentacija:
- Svjetsko prvenstvo u nogometu: 2010.
- Europsko prvenstvo u nogometu: 2008., 2012.
- Europsko prvenstvo u nogometu U-19: 2004.
- FIFA Konfederacijski kup: treće mjesto 2009.

## Vanjske poveznice
- Profil BDFutbol
- Profil na stranici Manchester Cityja  Arhivirana inačica izvorne stranice od 11. studenoga 2011. (Wayback Machine) (engl.)

## Ostali projekti
|  | Zajednički poslužitelj ima još gradiva o temi David Silva |